# Дворцы (Львовская область)
Дворцы (укр. Дві́рці) — село в Великомостовской городской общине Шептицкого района Львовской области Украины.
Население по переписи 2001 года составляло 974 человека. Занимает площадь 3,241 км². Почтовый индекс — 80073. Телефонный код — 3257.